# カスタムオーダーメイド3D2
『カスタムオーダーメイド3D2』は、Kissより2018年2月23日に発売されたアダルトゲームであり、『カスタムメイド3D2』の続編にあたる。
本作のキャラクター作成機能は、ドワンゴとS-courtが共同で開発したバーチャルYoutuber支援アプリ『カスタムキャスト』にも用いられており、2018年10月4日に正式配信された。
2019年5月31日に全年齢向け『カスタムオーダーメイド3D2 it's a Night Magic』が発売された。
また、2020年6月26日にはユーザからの要望をもとにしたアペンドソフト『カスタムオーダーメイド3D2＋ GP-01Fb』が配信された。

## システム
本項では、『カスタムメイド3D2』からの主な変更点ならびに追加点のみ記載する。

### カスタマイズ
ヒロインのカスタマイズでは、前作よりも顔つきなどを細かく設定できるようになった。
主人公を含む前作キャラクタデータの移行も可能であり、ヒロインについては「純真」「クーデレ」「ツンデレ」タイプのヒロインが移行できるようになった。また、2018年5月2日のアップデートでは「ヤンデレ（病的に一途な大和撫子性格）」の移行が可能となった。
ただし、主人公の引継ぎを行わないままヒロインを引き継いだ場合、好感度等の一部パラメータがリセットされる。
また、前作のユーザーからの要望を受け、スタジオモード（前作における撮影モード）時にモードを終了させることなくキャラクターのカスタマイズができるようになった。

### 夜伽
メイドの状態のうち、「不慣れ」が「初々しい」に変更されたほか、新たに「発情」が追加された。
前作ではメイドの成長に伴い性癖が自動で解放されていたのに対し、本作では条件を満たしたうえでプレイヤーの任意で解放させることができる。
これに関連して、前作では条件を満たしているコマンドのみが表示されたのに対し、本作では条件を満たしていないコマンドも表示されており、カーソルを合わせると実行条件も表示されるようになった。また、ヒロインの性格ごとに専用の夜伽スキルも追加された。

### ダンスモード
フリーカメラが追加され、観客席も見られるようになった。また、脱衣機能も追加され、特定の衣服のみから全裸まで設定できるようになった。

### リズムアクションモード
本作ではリズムアクションモードが新たに追加された。
このモードはストーリー内のライバルのメイドとダンス対決イベントとして遊ぶことができ、スキップすることもできる。
プレイヤーは画面上の円がノート（音符）に集束される瞬間を狙ってタイミングよくマウス（VRモードの場合はコントローラ）のボタンを押すことでスコアを稼ぐ。
評定には「PERFECT」「GREAT」「GOOD」「BAD」「MISS」の5種類があり、このうち「GREAT」以上がコンボとして判定され、50コンボを達成するとスペシャルノートが発生する。
ヒロインにはアピールゲージが設定されており、「GOOD」以上の判定を得るとアピールゲージが貯まる。アピールゲージが1つ以上の時は、ゲージを消費してアピールを行うことができる。アピールを行うと、画面上のノートがすべて消え、通常の3倍以上のスコアを得ることができる。
判定はプレイヤー側で設定することができる。

### ストーリー進行
本作ではメインルートのほかにも個別ルートがあり、それぞれ純愛メインのルートと寝取られ要素が存在するルートがある。寝取られルートはオプションでの設定により関連するイベントを回避することができる。
また、本作では客として来店し、メイドからの接待を受けられる「傅きモード」が導入された。

### ミニゲーム
本作では、カジノを建てることによりブラックジャックやスロットマシンといったミニゲームで遊ぶことができるようになる。ミニゲームで遊ぶにはクラブ経営で得た通貨『CR』を『コイン』に換える必要があり、得られた『コイン』は衣装や施設強化の素材といった景品と交換可能である。

### バーチャルアバター機能
バーチャルアバター機能は、プレイヤーの動きをゲーム内のヒロインに反映させる機能であり、2018年4月19日のアップデートにて無料で追加された。
この機能ではOculus Rift（またはHTC Vive）でプレイヤーの動きをトラッキングし、表情や手の動きはスティックやパッドで変更することができるほか、表情はゲーム内で割り当てられている表情から選択することもできる。
ヘッドマウントディスプレイにはヒロイン目線の映像が映し出される一方、ゲーム画面ウィンドウには仮想カメラが映し出される。仮想カメラは自撮り棒で自由自在に移動させることができ、ヒロインの姿を映すこともできる。また、ゲーム内の背景を消して単色にしてクロマキー合成で他の画像を合成したり、仮想カメラに別のソフトの映像を出力するなどして、バーチャルYouTuberとして用いることも可能である。
ヒロインの口の動きはヘッドマウントディスプレイのマイク（または外部の汎用マイク）から音声を拾って反映される。
バーチャルアバター機能は、「エディットシーン」（キャラクターカスタマイズ）と「スタジオモード」にて使うことができる。
2018年7月20日、利用規約が改訂され、個人利用における収益化が可能となった。

## 登場メイド
聖道まりあ
声:佐倉もも花
無邪気で社交性のあるメイド。恋愛にあこがれを抱いているが、どのようなものかを十分に理解できていない。
氷室 真冬
声：ヒマリ
まじめな性格のメイド。自分に対して素直になれず、いつか誰かを好きになりたいと考えている。
滝沢リサ
声：御苑生メイ
大人びた雰囲気を持つが、恋愛をあまり知らないメイド。
如月エマ
声：杉原茉莉
エンパイアクラブにて主人公の秘書を務めるメイド。自分に対しても他人に対しても厳しく対応する。

### NPC
以下のメイドたちは外見や名前の変更が可能であり、夜伽をさせることもできる。初期設定ではユーザー原案のNPCが登場するが、ユーザー原案のNPCの登場をOFFにした場合、公式NPCが登場する。ユーザー原案のNPCと公式NPCの雇用条件・担当声優は同一であるため、ユーザー原案/公式の順に表記する。
雛口 紗姫/間々崎いやし
声：市川みぃ
- キャラクターデザイン：八重樫南

元看護士という経歴を持つメイド。看護師時代は患者と肉体関係を結ぶこともあったが、奉仕するだけでなく誰かに甘えたいという思いから、主人公のいるエンパイアクラブに来た。
油谷 英奈/東雲 佳子
声：東かりん
- キャラクターデザイン：八重樫南

大手エンパイアクラブ・シリウスに所属していたメイドで、あることを機に主人公のいるエンパイアクラブに来た。
かっこいいからという理由で自分を「ハカセ」と呼ばせたりするほか、周囲に無断で機能を追加するほどの改造マニアでもある。その一方、部屋の片づけを苦手とする。
澪次菜さな/乙姫玉子
声：計名さや香
- キャラクターデザイン：Yaman**

料理のできるシェフメイドを目指す、流れのメイド。幼少期からメイドに憧れてきた。
ハイテンションな性格をしている。
シェリティ・エムシェレ/アスラ・メージェ
声：こたつみやこ
- キャラクターデザイン：Yaman**

エキゾチックな雰囲気を漂わせる、経歴不詳のメイド。
南町 梅子/丸之内 のの
声：椎那天
- キャラクターデザイン：にの子

ぽっちゃり系アイドルとして名をはせるメイド。温厚だが、大切なものをけなされると手ごろな物を握りつぶす。
エトワール・ジェンヌ/ファイエット・クリーム
声：広森なずな
- キャラクターデザイン：にの子

主人公のエンパイアクラブのメイドと料理対決したメイドで、主人公とは別のエンパイアクラブに所属している。王子様を思わせるような雰囲気を漂わせており、彼女に憧れるメイドも多い。

### エキストラメイド
以下のメイドは施設の従業員として配置させることができる。外見を変更することはできるが、夜伽をさせることはできない。
酒井 天
毒舌を織り交ぜた京都弁でしゃべる。
大森まゆみ
猫耳アクセサリを付けたメイド。腐女子。
水無月ゆめ
かわいい女の子が大好きなメイド。
小野蔵 結花
あざとい性質の小悪魔系メイド。
放出もつ子
関西弁をしゃべるメイド。
七号
無機的な性格を持つメイド。
山吹ドルチェ
お金に目のないメイド。
山本キヌ
中二病気質のメイド。
狭山 静
無口なメイド。
花路 凜空
気弱な性格のメイド。
遠山 金
ヤクザの娘のメイド。
キューコ
ものすごく長生きな口ぶりの、のじゃ言葉でしゃべるメイド。
以下のエキストラメイドは、発売時に無料ダウンロード可能。
マリア・ヴィクトーリア
正統派のメイド。
白土 香織
生真面目な性格のメイド。
カーシャ
地道に努力するタイプのメイド。
浅海 めいあ
黙っていればおとなしいが、暴走しやすいメイド。
D子
マーガレット・ロス
アメリカ出身の自由奔放なメイド。
狸穴フォクシー
地味だがミステリアスなメイド。
軍川アイス
他国からの留学生であるメイド。
セリフ等からどことなく吸血鬼を連想させる。
鯖江真怜
ギャル系のメイド。

## 反響
2018年3月31日に行われた公式イベント「KISS20周年＆カスタムオーダーメイド3D2発売記念 VR＆LIVEイベント2018」にて、複数の来場者から「リズムゲームモードをVR機器を通じてプレイする際、ノートの周りの円がノートに集束される様子を目で追うのとボタンを押すタイミングがなかなか一致しなくて遊びにくい」という指摘が上がっていた。

### 受賞歴
本作はGetchu.com主催の美少女ゲーム大賞2015のシステム部門の2位にランクインした。

## コラボレーション・カスタムオーダーメイド3D2＆カスタムメイド3D2
前作カスタムメイド3D2が主体であったコラボの時とは違い、本作が主体のコラボはダンス機能と施設機能を生かした、コラボダンス、コラボカフェが配信される。コラボダンスはカスタムメイド3D2には適用外となる場合がある。コラボカフェは早期限定で購入したコラボ衣装DLC (ダウンロードコンテンツ) のおまけとしてダウンロードできる仕様であり、カスタムメイド3D2は適用外となる。
コラボ衣装DLCはカスタムメイド3D2と互換性のある設計がなされ、CM3D2ショップ、COM3D2ショップ、の両方で購入できる。但しカスタムメイド3D2でゲーム機能がないDLCは使用不可能となる。期間は無期限か雑誌付録による数量限定となる。
コラボレーション実施は本作とカスタムメイド3D2と同時に実施か、本作のみで実施される時もある。

### 2018年
メイリッシュ
- 2月16日 - 2月28日 - 期間限定で店舗によるコラボカフェを実施。「メイリッシュ」ではカスタムオーダーメイド3D2をイメージにしたメニュー「エンパイアクラブ ホワイトシチューオムライス」・「クマ親分のパンケーキ」のほか、DRINKの「無垢ちゃん」・「真面目ちゃん」・「凛デレちゃん」、計5品が期間限定で提供。期間中、コラボメニューを注文するとクリアファイル・ゲーム内で使用可能なコラボ衣装ポストカードが数量限定で配布されたほか、来店とメニューを注文すると持ち帰り自由のランチョンマットがテーブルに敷かれ、カスタムオーダーメイド3D2の衣装を着た従業員による給仕、接客が実施された[12][13][14]。
- 3月17日 - 3月31日 第二弾を実施。FOODの「エンパイアクラブピンクなシチューオムライス」、DESSERTの「エンパイアクラブ特製チーズケーキ」、DRINKの「純真ちゃん」・「ツンデレちゃん」・「クーデレちゃん」と若干メニューが変更・追加され、残りは上記と同じ内容のドリンクメニューを提供。期間中、来店と通常メニュー・コラボメニューを注文すると上記と同じ接客と第一弾とは異なる別デザインのクリアファイル・持ち帰り自由のランチョンマット・コラボ衣装ポストカードが数量限定で配布・対応が実施された[15][16]。

ゴーゴーカレー
- 3月1 - 31日 - 期間限定で店舗によるコラボを実施。実施されたゴーゴーカレーの店舗では「カスタムメイドカレー」を提供。店舗でコラボメニューを注文すると「コラボクリアファイル」と「コラボ衣装アイテムコード付きポストカード」が数量限定で配布された[17]。

ぱらだいすお～しゃん
- 3月16日  - コラボレーション第27弾を実施。PIXEL MINTとのコラボ。CM3D2・COM3D2ショップにて「ぱらしゃん・アリカなりきりセット」・「ぱらしゃん・青なりきりセット」・「PIXEL MINT・ぱらしゃん・キャラなりきりセット」 がコラボ衣装DLC第27弾として配信[18]。

恋はそっと咲く花のように
- 4月20日 - コラボレーション第28弾を実施。ensembleとのコラボ。 CM3D2・COM3D2ショップにて「恋花・宮根沙希なりきりセット」・「恋花・琴石伊織なりきりセット」・「恋花・西園寺蓉子なりきりセット」・「ensemble・恋花・キャラなりきりセット」がコラボ衣装DLC第28弾として配信[19]。

ランス10-決戦
- 5月18日  - コラボレーション第29弾を実施。アリスソフトとのコラボ。 CM3D2・COM3D2ショップにて「ランス10-決戦-・上杉謙信なりきりセット」・「ランス10-決戦-・魔人ラ・ハウゼルなりきりセット」・「ランス10-決戦-・見当かなみなりきりセット」・「アリスソフト・ランス10-決戦-・キャラなりきりセット」がコラボ衣装DLC第29弾として配信。上記のDLCの何れかを購入すると、6月15日までの間、カスタムオーダーメイド3D2ゲーム内の施設にシナリオ付き『ランス10-決戦-コラボカフェ』DLCを入手できる[20]。

僕に抱かれ喘ぐ妻は、他の男に抱かれた話を紡ぐ ～妻の綺麗な肉ビラが他の男のイキリ棒に押し広げられているのを見て、ガチガチにカンカン棒を膨張させる～　
- 6月15日 - コラボレーション第30弾を実施。2回目となるANIMとのコラボ。 CM3D2・COM3D2ショップにて「ANIM・僕に抱かれ喘ぐ妻は、他の男に抱かれた話を紡ぐ・深川佳乃なりきりセット」・「ANIM・僕に抱かれ喘ぐ妻は、他の男に抱かれた話を紡ぐ・スワッピングコラボセット」がコラボ衣装DLC第30弾として配信。「ANIM・僕に抱かれ喘ぐ妻は、他の男に抱かれた話を紡ぐ・スワッピングコラボセット」には寝取られ (NTR) イベントが同梱[21]。

RIDDLE JOKER リドルジョーカー
- 7月20日  - コラボレーション第31弾を実施。二回目となるゆずソフトとのコラボ。 CM3D2・COM3D2ショップにて「RIDDLE JOKER・三司あやせなりきりセット」・「RIDDLE JOKER・在原七海なりきりセット」・「RIDDLE JOKER・式部茉優なりきりセット」・「RIDDLE JOKER・二条院羽月なりきりセット」・「ゆずソフト・RIDDLE JOKER・キャラなりきりセット」がコラボ衣装DLC第31弾として配信。カスタムオーダーメイド3D2において、8月17日まで間、上記DLCの何れかを購入するとイベントシナリオ付き「RIDDLE JOKER リドルジョーカーコラボカフェ」のダウンロードできる[22]。

水月　
- 8月9日 - コラボレーション第32弾を実施。F&Cとのコラボ。 CM3D2・COM3D2ショップにて「水月・牧野那波なりきりセット」・「水月・琴乃宮雪なりきりセット」・「F&C・水月・キャラなりきりセット」がコラボ衣装DLC第32弾として配信[23]。

わんこの嫁入り～ようこそ！いぬのしっぽへ～
- 8月17日  - コラボレーション第33弾を実施。あるみそふととのコラボ。 CM3D2・COM3D2ショップにて「わんこの嫁入り・コハルなりきりセット」・「わんこの嫁入り・アズキなりきりセット」・「あるみそふと・わんこの嫁入り・キャラなりきりセット」がコラボ衣装DLC第33弾として配信。カスタムオーダーメイド3D2において、9月21日まで間、上記DLCの何れかを購入すると「わんこの嫁入りコラボカフェ」がダウンロードできる[24]。

ラズベリーキューブ
- 9月21日 - コラボレーション第34弾を実施。三回目となるまどそふととのコラボ。 CM3D2・COM3D2ショップにて「ラズキュー・瑠莉私服セット」・「ラズキュー・瑠莉私服セット(髪無しVer）・「ラズキュー・美琴私服セット」・「ラズキュー・悠私服セット」・「ラズキュー・みなと私服セット」・「ラズキュー・制服差分アイテムセット」・「まどそふと・ラズキュー・フルセット」・「まどそふと・ラズキュー・TG所持者向けフルセット」・「まどそふと・ラズキュー・ヒロイン私服セット」・「まどそふと・ラズキュー・TG所持者向けヒロイン私服セット」がコラボ衣装DLC第34弾として配信。カスタムオーダーメイド3D2において、10月19日まで間、上記DLCの何れかを購入すると「ラズベリーキューブコラボカフェ」がダウンロードできる。「2018年テックジャイアン１１月号」では、本作で使用可能な「ラズキュー・瑠莉制服セット」が収録されている[25]。

みにくいモジカの子
- 10月19日 - コラボレーション第35弾を実施。ニトロプラスとのコラボ。 CM3D2・COM3D2ショップにて「みにくいモジカの子・双葉みゆなりきりセット」・「みにくいモジカの子・花椿なりきりセット」・「みにくいモジカの子・四月一日胡頽子なりきりセット」・「ニトロプラス・みにくいモジカの子・キャラなりきりセット」がコラボ衣装DLC第35弾として配信。カスタムオーダーメイド3D2において、11月16日まで間、上記DLCの何れかを購入すると「みにくいモジカの子コラボカフェ」がダウンロードできる[26]。

未来ラジオと人工鳩
- 11月17日 - コラボレーション第36弾を実施。Laplacianとのコラボ。 CM3D2・COM3D2ショップにて「未来ラジオと人工鳩・葉月かぐやなりきりセット」・「未来ラジオと人工鳩・薊野椿姫なりきりセット」・未来ラジオと人工鳩・越百秋奈なりきりセット」・「未来ラジオと人工鳩・月見里水雪なりきりセット」・「Laplacian・未来ラジオと人工鳩・キャラなりきりセット」がコラボ衣装DLC第36弾として配信。カスタムオーダーメイド3D2において、12月21日日まで間、上記DLCの何れかを購入すると「未来ラジオと人工鳩コラボカフェ」がダウンロードできる[27]。

### 2019年
金色ラブリッチェ-Golden Time
- 1月18日  - コラボレーション第37弾を実施。SAGA PLANETSとのコラボ。 CM3D2・COM3D2ショップにて「金色ラブリッチェGT・エルなりきりセット」・「金色ラブリッチェGT・僧間理亜なりきりセット」・「SAGA PLANETS・金色ラブリッチェGT・キャラなりきりセット」がコラボ衣装DLC第37弾として配信。カスタムオーダーメイド3D2において、2月15日まで間、上記DLCの何れかを購入すると「金色ラブリッチェGTコラボカフェ」がダウンロードできる[28]。

メイリッシュ
- 2月15日 - 2月28日 - 期間限定で店舗によるコラボカフェ第3弾を実施。前回と同様にカスタムオーダーメイド3D2をイメージにしたメニュー「エンパイアクラブ シチューオムライス」・「エンパイアクラブ 純白レアチーズケーキ」のほか、前回と同じ内容のドリンクが期間限定で提供。期間中、コラボメニューを注文すると前回とは異なるコラボ衣装ポストカードが数量限定で配布されたほか、来店とメニューを注文すると前回とは別デザインの持ち帰り自由のランチョンマットがテーブルに敷かれた対応が実施される[29]。

絆きらめく恋いろは 椿恋歌
- 3月1日  - コラボレーション第38弾を実施。CRYSTALiAとのコラボ。 CM3D2・COM3D2ショップにて・「絆きらめく恋いろは・桜夜霊式具装セット」・「絆きらめく恋いろは・椿霊式具装セット」・「絆きらめく恋いろは・制服セット」・「CRYSTALiA・絆きらめく恋いろは・フルセット」がコラボ衣装DLC第38弾として配信。カスタムオーダーメイド3D2において、4月19日まで間、上記DLCの何れかを購入すると「絆きらめく恋いろはコラボカフェ」がダウンロードできる[30]。

Evenicle Ⅱ（イブニクル2）
- 3月22日 - コラボレーション第39弾を実施。三回目となるアリスソフトとのコラボ。 CM3D2・COM3D2ショップにて「イブニクル2・ユラギなりきりセット」・「イブニクル2・プラチナなりきりセット」・「イブニクル2・シャーロットなりきりセット」・「アリスソフト・イブニクル2・キャラなりきりセット」がコラボ衣装DLC第39弾として配信。カスタムオーダーメイド3D2において、4月19日まで間、上記DLCの何れかを購入すると「イブニクル2コラボカフェ」がダウンロードできる[31]。

ココロネ＝ペンデュラム！
- 4月19日 - コラボレーション第40弾を実施。二回目となるClochetteとのコラボ。 CM3D2・COM3D2ショップにて「コロラム・神代澄香水着セット」・「コロラム・小町谷菜砂水着セット」・「コロラム・帯刀千早水着セット」・「コロラム・綾森リールゥ水着セット」・「コロラム・館ノ川つむり水着セット」・「コロラム・静の海学園制服セット」・「Clochette・コロラム・水着+制服フルセット」がコラボ衣装DLC第40弾として配信。カスタムオーダーメイド3D2において、5月17日まで間、上記DLCの何れかを購入すると「コロラム！ コラボカフェ」がダウンロードできる[32][33]。

ココロネ＝ペンデュラム！
- 5月17日 - コラボレーション第41弾を実施。三回目となるClochetteとのコラボ。 CM3D2・COM3D2ショップにて「コロラム・神代澄香私服セット」・「コロラム・小町谷菜砂私服セット」・コロラム・帯刀千早私服セット」・コロラム・綾森リールゥ私服セット」・「コロラム・館ノ川つむり私服セット」・「Clochette・コロラム・私服フルセット」がコラボ衣装DLC第41弾として配信。カスタムオーダーメイド3D2において、6月14日まで間、上記DLCの何れかを購入すると「コロラム！ コラボカフェ２」がダウンロードできる[34]。

わんこの嫁入り～新たな二本のしっぽ～
- 6月14日 - コラボレーション第42弾を実施。二回目となるあるみそふととのコラボ。 CM3D2・COM3D2ショップにて「わんこの嫁入り・フブキヘアー＋アクセサリーセット」・「わんこの嫁入り・カエデヘアー＋アクセサリーセット」・「わんこの嫁入り・フブキ私服セット」 ・「わんこの嫁入り・カエデ私服セット」「・わんこの嫁入り・フブキ制服セット」・「わんこの嫁入り・カエデ制服セット」・「わんこの嫁入り・コハル私服セット」・「わんこの嫁入り・アズキ私服セット」・「あるみそふと・わんこの嫁入り～新たな二本のしっぽ～・衣装セット」がコラボ衣装DLC第42弾として配信。カスタムオーダーメイド3D2において、7月12日まで間、上記DLCの何れかを購入すると「わんこの嫁入りコラボカフェ2」がダウンロードできる[35]。

あいりすミスティリア！R-少女のつむぐ夢の秘跡-
- 6月21日 - コラボレーション第43弾を実施。オーガストとのコラボ。 CM3D2・COM3D2ショップにて「あいミス・アシュリーSR聖装なりきりセット」・「あいミス・ユーなりきりセット」・「AUGUST×DMM GAMES・あいミス・キャラなりきりセット」がコラボ衣装DLC第43弾として配信。カスタムオーダーメイド3D2において、7月19日まで間、上記DLCの何れかを購入すると「あいミス！コラボカフェ」がダウンロードできる。「2019年テックジャイアン８月号」にて本作で使用可能な「あいりすミスティリア！RクリスSR聖装なりきりセット」のシリアルコードが収録される[36]。

ネコぱら4
- 8月2日 - コラボレーション第44弾を実施。二回目となるNEKO WORKsとのコラボ。 CM3D2・COM3D2ショップにて「ネコぱら・メイプル私服&制服なりきりセット」・「ネコぱら・シナモン私服&制服なりきりセット」・「ネコぱら・アズキ私服&制服なりきりセット」・「ネコぱら・ココナツ私服&制服なりきりセット」・「NEKO WORKs・ネコぱら・コスチュームフルセット」がコラボ衣装DLC第44弾として配信されたほか、ネコぱらの楽曲ダンスである「NEKO WORKs・ネコぱら・タイヨウパラダイス」も配信される。カスタムオーダーメイド3D2において、8月30日まで間、上記DLCの「NEKO WORKs・ネコぱら・タイヨウパラダイス」を除く何れかを購入すると「NEKOWORKs！コラボカフェ」がダウンロードできる[37]。

アイキス
- 8月8日 - コラボレーション第45弾を実施。二回目となる戯画とのコラボ。 CM3D2・COM3D2ショップにて「アイキス・三枝アヤメなりきりセット」・「アイキス・三枝ヒナタ&菅野純子なりきりセット」・「アイキス・桜田杏なりきりセット」・「戯画・アイキス・コスチュームフルセット」がコラボ衣装DLC第45弾として配信[38][39][40]。

アイキス
- 10月11日 - コラボレーション第46弾を実施。三回目となる戯画とのコラボ。 COM3D2ショップにてアイキスの主題歌『恋しちゃったみたい』の楽曲とダンスが同梱された「戯画・アイキス・恋しちゃったみたい」がコラボ衣装DLC (※衣装なし）第46弾として配信。カスタムオーダーメイド3D2において、11月8日まで間、上記DLCの何れかを購入すると「アイキス コラボカフェ」がダウンロードできる[41]。

ラブバイブ
- 11月8日 - コラボレーション第47弾を実施。アダルトグッズメーカーSSI JAPANとのコラボ。 COM3D2ショップにてその店舗をイメージした背景、夜伽、イベント一式セットを同梱した「SSIジャパン・ラブバイブ・アダルトショップ＆夜伽スキルセット」がコラボ衣装DLC第47弾として配信[42]。

あいりすミスティリア！R-少女のつむぐ夢の秘跡-
- 12月20日 - コラボレーション第48弾を実施。二回目となるオーガストとのコラボ。 CM3D2・COM3D2ショップにて「あいミス・プリシラSR聖装なりきりセット」・「あいミス・セシルSR聖装なりきりセット」・「第2弾 AUGUST×DMM GAMES・あいミス・キャラなりきりセット」がコラボ衣装DLC第48弾として配信。「2020年テックジャイアン２月号」にて本作で使用可能な「あいミス・コトSR聖装なりきりセット」がシリアルコードが同梱される[43]。

### 2020年
最高に都合のいいパイズリ上手のマリー
- 3月19日 - コラボレーション第49弾を実施。二回目となるぱじゃまエクスタシーとのコラボ。 CM3D2・COM3D2ショップにて「ぱじゃまエクスタシー・最高に都合のいいパイズリ上手のマリーさん・マリーさんなりきりセット」がコラボ衣装DLC第49弾として配信。カスタムオーダーメイド3D2において、4月10日まで間、上記DLCの何れかを購入すると「最高に都合のいいパイズリ上手のマリーさん コラボカフェ」がダウンロードできる[44]。

ぼくと先生の乳淫生活
- 5月29日 - コラボレーション第50弾を実施。三回目となるぱじゃまエクスタシーとのコラボ。 CM3D2・COM3D2ショップにて「ぱじゃまエクスタシー・ぼくと先生の乳淫せいかつ・諌見萌なりきりセット」・「ぱじゃまエクスタシー・ぼくと先生の乳淫せいかつ・イメクラHセット」がコラボ衣装DLC第50弾として配信。同梱される専用Hイベント「ぱじゃまエクスタシーコラボ　ぼくと先生の乳淫せいかつ」はカスタムオーダーメイド3D2専用コンテンツであり、カスタムメイド3D2とは互換性はないとしている[45]。

あいりすミスティリア！R-少女のつむぐ夢の秘跡-
- 9月18日 - コラボレーション第51弾を実施。三回目となるオーガストとのコラボ。CM3D2・COM3D2ショップにて「あいミス・ラウラなりきりセット」・「あいミス・ラディスなりきりセット」・「第3弾 AUGUST×FANZA GAMES・あいミス・キャラなりきりセット」がコラボ衣装DLC第51弾として配信。「2020年テックジャイアン１１月号」にて本作で使用可能な『あいミス・リディアなりきりセット」のシリアルコードが同梱される[46]。

ハミダシクリエイティブ
- 10月16日[注 1] - コラボレーション第52弾を実施。三回目となるまどそふととのコラボ。 CM3D2・COM3D2ショップにて「ハミクリ・和泉妃愛なりきりセット」・「ハミクリ・常磐華乃なりきりセット」・「ハミクリ・錦あすみなりきりセット」・「ハミクリ・鎌倉詩桜なりきりセット」・「まどそふと・ハミダシクリエイティブ・キャラなりきりセット」がコラボ衣装DLC第52弾として配信[47][48]。

アイキス２ feat. 放課後せーふく部
- 10月23日 - コラボレーション第53弾を実施。四回目となる戯画とのコラボ。 COM3D2ショップにて「アイキス2・葛城七瀬なりきりセット」・「アイキス2・鳥栖十和子なりきりセット」・「アイキス2・木暮郁枝なりきりセット」・「アイキス2・漆原莉子なりきりセット」「戯画・アイキス2・Kiss me! choose me!」・「戯画・アイキス2・キャラなりきりセット」・「戯画・アイキス2・コスチューム＆ダンス フルセット」がコラボ衣装DLC第53弾として配信。CM3Dショップはアイキス2の主題歌「Kiss me! Choose me!」のコラボレーションダンスが同梱された「戯画・アイキス2・Kiss me! choose me!」を除いたコラボ衣装DLCを配信。カスタムオーダーメイド3D2において、11月13日まで間、上記DLCの何れかを購入すると「アイキス コラボカフェ」がダウンロードできる[49][50]。

## 音楽

### 使用曲
全曲歌詞：山下慎一狼 / 作・編曲：山田重利
「Night Magic Fire」
歌：無垢（nao）、真面目（中恵光城）、凜デレ（彩音）
「Blooming∞Dreaming!」
歌：無垢（nao）、真面目（中恵光城）、凜デレ（彩音）
「キミに愛情でりぃしゃす」
歌：無垢（nao）、真面目（中恵光城）、凜デレ（彩音）
「Luminous moment」
歌：無垢（nao）、真面目（中恵光城）、凜デレ（彩音）
「melody of empire」
歌：無垢（nao）、真面目（中恵光城）、凜デレ（彩音）
「DAN!GAN!パーティー!!」
歌：無垢（nao）、真面目（中恵光城）、凜デレ（彩音）
「さくらうららか、はらひらり」
歌：無垢（nao）
「mainly priority」
歌：真面目（中恵光城）
「fusionic addiction」
歌：無垢（nao）
「lovemore crymore」
歌：無垢（nao）
「1st only you」
歌：無垢（nao）
「レグルスの涙」
歌：凜デレ（彩音）

## 関連商品

### ゲームディスク
本体となるディスク。
- 2018年8月31日 - カスタムメイド3D2 & カスタムオーダーメイド3D2（本体セット）※ロットアップ[51]
- 2018年8月31日 - カスタムオーダーメイド3D2 スターターパック（本体＋ビジュアルパックセット）※ロットアップ[51]
- 2018年11月30日 - カスタムオーダーメイド3D2 GP-01[52]

### アペンドディスク
本体の追加データなどを収録したディスク。ゲームディスクは付属しておらず、PCにカスタムオーダーメイド3D2がインストールされていなければ意味を成さない。
- 2018年6月1日 - カスタムオーダーメイド3D2カラオケパックVR (要素追加)[51]
- 2018年7月6日 - カスタムオーダーメイド3D2キャラクターパック 無口で甘えたがりな文学少女 (性格追加)[51]
- 2018年8月31日 - カスタムオーダーメイド3D2 & カスタムメイド3D2 キャラクターパック 病的な程一途な大和撫子 (性格追加)[51]
- 2018年9月15日 - カスタムオーダーメイド3D2キャラクターパック 天然サディスティックな小悪魔 (性格追加)[51]
- 2018年9月28日 - カスタムオーダーメイド3D2 & カスタムメイド3D2キャラクターパック 母性的なお姉ちゃん (性格追加)[51]
- 2018年10月26日 - カスタムオーダーメイド3D2 & カスタムメイド3D2キャラクターパック 健康的でスポーティなボクっ娘 (性格追加)[51]
- 2018年12月14日 - カスタムオーダーメイド3D2キャラクターパック 色気のあるおしとやかなお姉さん (性格追加)[51]
- 2018年12月21日 - カスタムオーダーメイド3D2 & カスタムメイド3D2キャラクターパック М心を刺激する、ドＳ女王様 (性格追加)[51]
- 2019年2月22日 - カスタムオーダーメイド3D2 キャラクターパック 大人の余裕を持つ、頼れるメイド秘書 (性格追加)[51]
- 2019年3月15日 - カスタムオーダーメイド3D2 カラオケパックVR vol.2 (要素追加)[51]
- 2019年4月25日 - カスタムオーダーメイド3D2 キャラクターパック 小動物系ふわふわ妹 (性格追加)[51]
- 2019年6月28日 - カスタムオーダーメイド3D2キャラクターパック 無口で甘えたがりな文学少女 (性格追加)[51]
- 2019年6月28日 - カスタムオーダーメイド3D2キャラクターパック 警戒心の強い無愛想 (性格追加)[51]
- 2019年8月30日 - カスタムメイドオーダーメイド3D2＋ GP-02 (カスタムオーダーメイド3D2＋ GP-02)[53]
- 2019年10月25日 - カスタムオーダーメイド3D2 キャラクターパック 高飛車で生意気なお嬢様[51]
- 2020年2月28日 - カスタムオーダーメイド3D2 キャラクターパック 甘々デレデレでご主人様を信仰している妹系幼馴染 (性格追加)[51]
- 2020年4月17日 - カスタムオーダーメイド3D2 カラオケパックVR vol.3 (要素追加)[51]
- 2020年6月26日 (DL版) - 2020年7月31日 (パッケージ版) - カスタムオーダーメイド3D2＋ GP-01Fb[51]
- 2020年7月10日 - カスタムオーダーメイド3D2 カラオケパックVR vol.4 (要素追加)[51]
- 2020年9月4日 - カスタムオーダーメイド3D2 キャラクターパックEX ド変態ドM (性格追加)[51]
- 2021年3月26日 - CR EditSystem[54]

- 発売中止 - カスタムオーダーメイド3D2+ GP-03

### Chu-B Lip S
ワイヤレスオナホール、エアダッチなど付属した製品。
- 2018年4月27日 - 5月25日 - カスタムオーダーメイド3D2 with Chu-B Lip S (フルセット・エアドールセット) ※ロットアップ[51]
- 2018年4月27日 - Chu-B Lip S用アクセサリ(エアドール＆コスチュームセットアドール・コスチュームエアドール・エアドール) ※ロットアップ[51]
- 2018年5月25日 - Chu-B Lip S Ver.COM3D2　(ワイヤレスオナホコントローラー) ※ロットアップ[51]
- 2018年9月28日 - カスタムメイド3D2 with Chu-B Lip S2 Wパック(専用ソフトウェア＋『Chu-B Lip S2』デバイス) ※ロットアップ[51]
- 2019年2月28日 - カスタムオーダーメイド3D2 GP-01 with Chu-B Lip S2 (「Chu-B Lip S2」専用ソフトウェア) ※ロットアップ[51]